# North Caldwell
North Caldwell is een plaats (borough) in de Amerikaanse staat New Jersey, en valt bestuurlijk gezien onder Essex County.

## Demografie
Bij de volkstelling in 2000 werd het aantal inwoners vastgesteld op 7375.
In 2006 is het aantal inwoners door het United States Census Bureau geschat op 7207, een daling van 168 (-2,3%).

## Geografie
Volgens het United States Census Bureau beslaat de plaats een oppervlakte van
7,8 km², geheel bestaande uit land.

## Plaatsen in de nabije omgeving
De onderstaande figuur toont nabijgelegen plaatsen in een straal van 4 km rond North Caldwell.